# 西維吉尼亞州第一志願騎兵團
西維吉尼亞州第一自願騎兵團成立於1861年11月25日，一直是聯邦軍隊波多馬克軍團的一部分。其A連則是該州最早的一個騎兵組織。

## 戰場生涯
第一自願騎兵團的首場戰役爆發於Carnifex渡口，而最輝煌的一場則為不久的羅姆尼之役，騎兵以零傷亡擊敗了駐守在戰壕的南軍，並奪去他們的大砲。
其餘的主要戰役包括了:
- 第一次溫徹斯特之役
- 克羅斯低島之役(Cross Keys)
- 共和港之役(Port Republic)
- 牛奔河之役(Bull Run)
- Chantilly之役
- 蓋茨堡之役
- 第二次克恩斯鎮之役(Kernstown II)
- 查理斯鎮(Charlestown)
- 非瑟丘之役(Fisher's Hill)
- 阿波馬托克斯郡府(Appomattox Court House)